# The Sword of Kahless
"The Sword of Kahless" és el novè episodi de la quarta temporada de la sèrie de televisió de ciència-ficció estatunidenca Star Trek: Deep Space Nine, el 81è de tota la sèrie. Originalment es van emetre en redifusió a partir del 20 de novembre de 1995. La història va ser escrita per Hans Beimler a partir d’una història de Richard Danus i dirigit per LeVar Burton, i va presentar el retorn de John Colicos com a Kor. Colicos havia aparegut per primera vegada com a Kor a l'episodi de Star Trek: La sèrie original "Els salvadors, salvats", i anteriorment havia aparegut en aquesta sèrie a l'episodi "Blood Oath".
Ambientada al segle XXIV, la sèrie segueix les aventures a Espai Profund 9, una estació espacial situada prop d'un forat de cuc estable entre els Quadrants Alfa i Gamma de la Via Làctia, prop del planeta Bajor, mentre els bajorans es recuperen d'una brutal ocupació de dècades pels imperialistes cardassians. El Quadrant Gamma acull un imperi hostil conegut com el Domini, governat pels Fundadors que canvien de forma. En aquest episodi, Kor torna a l'estació per reclutar el tinent comandant Worf (Michael Dorn) i la tinent comandant. Jadzia Dax (Terry Farrell) per ajudar a trobar l'antiga espasa de Kahless, el llegendari fundador de l'Imperi Klíngon. Després de trobar l'espasa, es veuen obligats a evadir les forces de Toral (Rick Pasqualone), fill de Duras, i Worf i Kor arriben a les mans per l'ús futur de l'arma.
Després que el personatge Worf, que es va originar a Star Trek: La nova generació, s'unís al repartiment de Deep Space Nine al començament de la quarta temporada, aquest va ser el primer episodi que va presentar Worf com a personatge principal a la seva història central. A causa de les restriccions de temps en el rodatge, es van fer edicions als guions i l'equip de producció es va veure obligat a fer el millor ús dels decorats de les coves que s'havien vist anteriorment a la sèrie. L'espasa en si va ser creada específicament per a l'episodi, i es va fer que semblés més elaborada que els bat'leth vistos anteriorment a Star Trek, incloent-hi gravats a mà per fer que semblés similar a l'acer de Damasc. El compositor David Bell va intentar incorporar influències de Richard Wagner a la partitura, incloent-hi l'ús de tuba Wagner. Tot i que els productors van quedar decebuts amb la reacció inicial dels fans, els crítics van donar més tard una resposta majoritàriament positiva a l'episodi i el van comparar amb Indiana Jones i El tresor de la Sierra Madre.

## Argument
Kor (John Colicos), un venerat guerrer klíngon, és al bar de Quark explicant històries de batalles passades al seu amic tinent comandant Jadzia Dax (Terry Farrell). Ella presenta Kor al seu col·lega, el tinent comandant Worf (Michael Dorn). Ell explica que està en una missió per trobar la llegendària espasa de Kahless, el fundador de l'Imperi Klíngon; ha aconseguit posseir un sudari que creu que una vegada va contenir l'espasa. Quan torna a les seves estances, Kor és atacat per un leteà que li llegeix el pensament per descobrir més coses sobre l'espasa. Jadzia verifica l'autenticitat del sudari i, l'endemà al matí, ella, Kor i Worf parteixen cap al Quadrant Gamma per buscar l'espasa al planeta on es va trobar el sudari.
Al planeta, descobreixen una cambra secreta en una volta subterrània que conté l'espasa. Són atacats per Toral (Rick Pasqualone), fill de la Casa de Duras, que va contractar el leteà i vol l'espasa pel prestigi de trobar-la. Kor, Worf i Jadzia lluiten contra Toral i els seus homes i, després de descobrir que no poden transportar-se de tornada a la seva nau, es dirigeixen al sistema de coves adjacent per intentar escapar de Toral. Mentre viatgen per les coves, els klíngons es veuen afectats pel prestigi de l'Espasa: Kor comença a parlar de com li permetria enderrocar el canceller Gowron i l'emperador Kahless II; però Worf creu que ell hauria de ser qui liderés el seu poble. De sobte, Kor rellisca pel costat d'un penya-segat, però es nega a deixar anar l'Espasa. Worf agafa l'altre extrem de l'Espasa i intenta convèncer Kor que la deixi anar.
Dax ajuda Worf a salvar Kor i després pren possessió de l'Espasa perquè creu que no es pot confiar als dos klíngons. Els tres acampen i Dax intenta dormir, però es desperta per una discussió entre Kor i Worf. La lluita entre ells s'atura momentàniament quan arriben Toral i els seus homes. Després que Toral sigui sotmès, Kor i Worf es tornen a atacar. Jadzia els atordeix a tots dos amb el seu faser i després obliga Toral a permetre que els tres tornin a la seva nau. Després de marxar del planeta, Kor i Worf s'adonen que si l'Espasa dividia dos homes tan honorables com ells, faria el mateix amb l'Imperi Klíngon, així que la teletransporten a l'espai, deixant-la a la deriva fins que l’Imperi Klíngon n’estigui preparat

## Actors convidats
- John Colicos - Kor
- Rick Pasqualone - Toral
- Tom Morga - Soto

## Producció
L'episodi va ser dirigit per Levar Burton, que anteriorment havia dirigit "Star Trek: La nova generació"; en total, dirigiria 28 episodis de televisió de "Star Trek". A més, LeVar Burton havia actuat anteriorment a la franquícia com a Geordi La Forge a "Star Trek: La nova generació".

### Guió

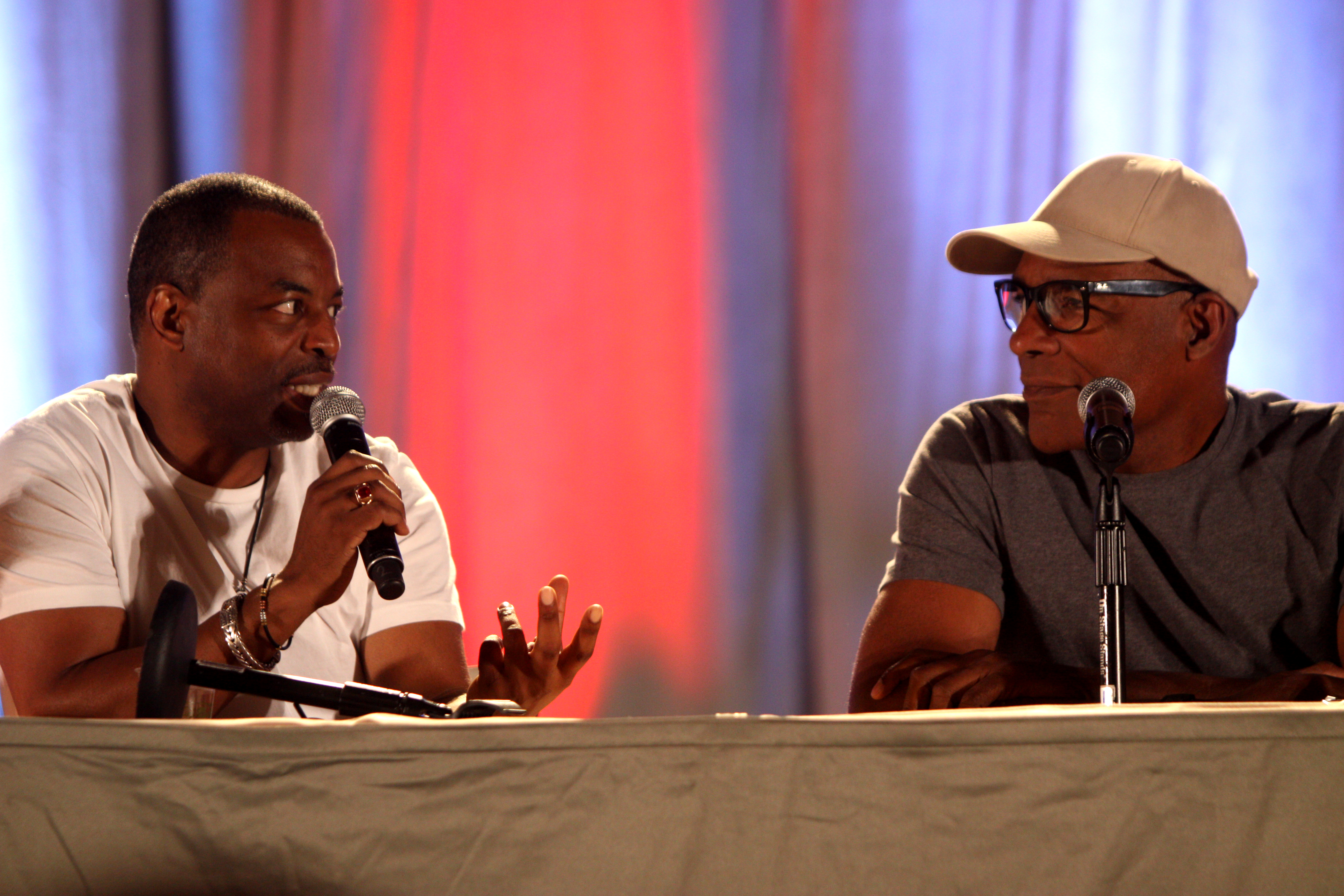
L'episodi va ser el primer a presentar el personatge de Michael Dorn (dreta) de manera central en aquesta sèrie, i va ser dirigit per LeVar Burton (esquerra).

"The Sword of Kahless" va ser el primer episodi de Deep Space Nine (DS9) centrat principalment en Worf. Michael Dorn s'havia unit al repartiment al principi de la quarta temporada, però el seu personatge no va aparèixer de manera destacada en els primers vuit episodis de la temporada perquè havien estat escrits abans de la confirmació que Dorn s'uniria a la sèrie. "The Sword of Kahless" va ser el primer episodi que es va escriure després de la seva arribada, per la qual cosa va ser la primera vegada que el seu personatge va aparèixer de manera central. Això significava que en cadascun d'aquests episodis, Worf s'inseria a l'episodi, mentre que "The Sword of Kahless" va ser el primer episodi que es va escriure després de la seva arribada i l'equip de producció volia que aparegués de manera central per primera vegada. La història va ser creada per Richard Danus, que havia estat l'editor executiu de guions durant la tercera temporada de TNG, quan Ira Steven Behr es va unir a l'equip de producció. Danus havia escrit episodis de TNG com ara "El déja Q" i havia coescrit la trama televisiva de "La trampa explosiva". Va ser Behr qui va donar a Danus l'oportunitat d'escriure per a DS9, després que es fessin amics arran de l'arribada de Behr a TNG.
El director de l'episodi, Burton, va descriure la història com quelcom semblant a la recerca del Sant Greal en la mitologia klíngon. Hans Beimler, que va convertir la història de Danus en una obra de televisió, coneixia la mitologia del Greal mentre escrivia el guió i volia evitar donar a l'espasa cap poder místic o màgic. Va dir que "És el concepte de l'espasa el que té el poder. Podríem haver dit que alguna tecnologia o màgia donava als klíngons la sensació de poder, però hauria estat una manera barata de fer-ho". L'equip de guionistes va quedar decebut per la reacció de molts fans, que volien una explicació tecnològica dels efectes de l'espasa.

### Rodatge, càsting i música
A causa del temps limitat per filmar, Beimler va fer diverses edicions al guió. Algunes de les escenes ambientades a la cova es van eliminar, ja que haurien trigat massa a preparar-se. Kor, Worf i Dax van aparèixer a gairebé totes les escenes de l'episodi, per la qual cosa no es va poder estalviar temps filmant més d'una escena alhora. Les seqüències de la cova es van filmar als sets de la cova a l'escenari 18 dels estudis Paramount. Els decorats eren limitats, així que Burton va dir que per fer que semblés que els personatges es movien per un complex laberint de coves, ell i el director de fotografia Jonathan West van utilitzar la profunditat dels decorats per fer que semblessin diferents parts de les coves.
El precipici pel qual Kor gairebé cau es va crear filmant els actors al segon nivell dels decorats de la cova i després enganxant el metratge a una versió en miniatura de 2,4 metres de llargada de la cova que Gary Hutzel va crear amb paper d'alumini. L'equip de producció també va estendre sorra al terra dels decorats de la cova per tal que semblés diferent d'altres episodis en què s'havien utilitzat els decorats. Burton va aconsellar a Farrell sobre l'agressivitat que Dax havia de mostrar en les seves interaccions amb Kor i Worf a l'episodi, un tipus d'actuació que tant Burton com Farrell van anomenar més tard "Action Barbie".
John Colicos ja havia aparegut com a Kor una vegada abans a DS9, a l'episodi de la segona temporada "Blood Oath". A l'episodi de la primera temporada de La sèrie original "Els salvadors, salvats", Colicos va interpretar el primer personatge principal klíngon de Star Trek.
Rick Pasqualone va aparèixer com a Toral, fill de Duras, a "The Sword of Kahless". Originalment, el personatge, interpretat per JD Cullum, va ser introduït a l'episodi en dues parts de la sèrie TNG "Redempció", quan va buscar el lideratge de l'Alt Consell Klingon juntament amb les seves ties Lursa i B'Etor. Worf té una història amb la Casa de Duras, que es remunta a la rivalitat entre el pare de Worf, Mogh, i l'avi de Toral. Ja'Rod.
El compositor David Bell va crear la música per a l'episodi, que tenia ressons de les òperes del compositor alemany del segle XIX Richard Wagner. Va explicar que va utilitzar "vocabulari d'òpera de Wagner a les orquestracions, i... en realitat va utilitzar tuba Wagner a la partitura". Va utilitzar tons religiosos per acompanyar les aparicions de l'espasa, concretament quan Worf la troba per primera vegada, i va dir: "Si no es fa que el públic entengui la importància espiritual d'aquesta arma, aleshores no tenim cap episodi".

### Artefectes

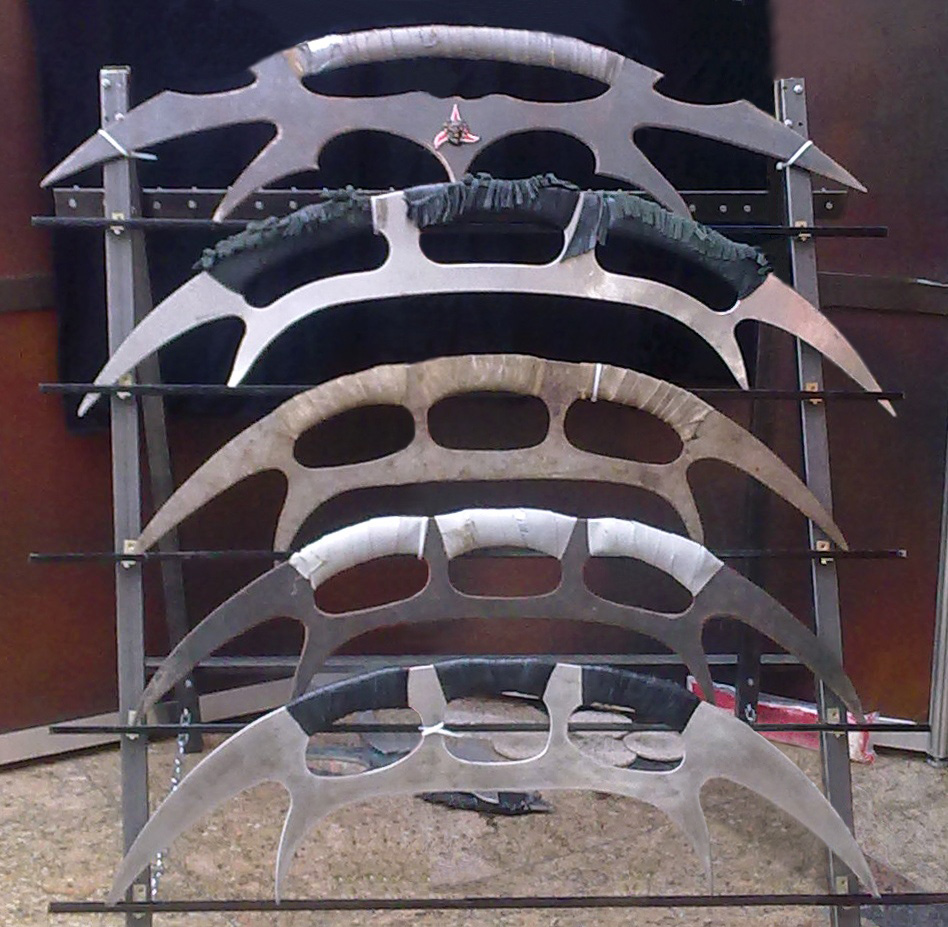
Diverses rèpliques de bat'leths, amb una rèplica de l'espasa de Kahless a la part superior

Dan Curry va crear l'arma klingon bat'leth mentre treballava a TNG. La seva primera aparició va ser a l'episodi "Reunió" i ha aparegut a totes les sèries d'acció en directe de Star Trek amb l'excepció de La sèrie original. Segons la mitologia klíngon, l'Espasa de Kahless va ser el primer bat'leth fet pel mateix Kahless, que va utilitzar per derrotar el tirà Molor i per unir el poble klíngon per primera vegada a la seva història.
Es va decidir que l'espasa havia de ser diferent d'altres bat'leths vistos al programa, i, per tant, es va encarregar un nou estri d'alumini endurit després que nombrosos dissenys de John Eaves fossin considerats sobre el paper. Igual que amb el bat'leth original, Dan Curry va crear l'accessori. L'escultor Dragon Dronet va gravar dissenys a la fulla a mà amb eines dentals. Els productors van sol·licitar dissenys a la fulla similars als efectes que es veuen en acer de Damasc, que es van combinar amb la idea de Dronet de formar-los en un mapa topogràfic, amb un efecte descrit com "com si estiguessis mirant les muntanyes". Aleshores es van afegir noms klíngon al costat de l'arma. Dronet també va crear el suport per a l'espasa de plexiglàs, pintada amb esprai perquè semblés metàl·lica. Les potes del suport es van tallar perquè sembléssin els peus de l'animal klíngon conegut com el targ. "The Sword of Kahless" també va presentar nous dissenys d'atrezzo per a les bosses de mà emeses per la Flota Estel·lar i l'equip de càmping utilitzat a les seqüències de la cova.

## Recepció
"The Sword of Kahless" es va emetre per primera vegada el 20 de novembre de 1995 en redifusió. Va rebre una qualificació Nielsen del 6,9%, cosa que el va situar en el desè lloc de la seva franja horàriai inferior a l'episodi que es va emetre la setmana anterior, "Little Green Men", que va obtenir una qualificació del 7,1%. "The Sword of Kahless" va rebre una qualificació més alta que el següent episodi, "Our Man Bashir", vist pel 6,8% dels espectadors.
Diversos crítics van tornar a veure l'episodi després del final de la sèrie. Michelle Erica Green, que va veure l'episodi l'abril de 2013 per a TrekNation, va pensar que no era un episodi típic de "Deep Space Nine" i que requeria coneixement de la història de Worf de "La nova generació". Va dir que l'episodi era "admirable per a un drama que té lloc principalment caminant per decorats de coves poc interessants". Va pensar que cap al final es va tornar una mica "místic i galimaties", però que estava "perfectament en sintonia amb els klíngons". Va sentir que l'episodi es basava de nou en el passat de Jadzia com a Curzon Dax i que el final hauria estat millor amb Toral robant l'espasa a l'últim minut perquè es pogués seguir en un episodi posterior. Jamahl Epsicokhan de Jammer's Reviews va comparar l'episodi amb una història d'Indiana Jones i va dir que era una "faula agradable per a una època més senzilla". Va elogiar la banda sonora de David Bell i va pensar que l'episodi era el vehicle perfecte per a Worf, dient que Michael Dorn va fer una bona actuació. Va donar a l'episodi una puntuació de tres i mig sobre quatre.
Zack Handlen, escrivint per a The A.V. Club el gener de 2013, va dir que la trama era similar a les trames d'històries com El tresor de la Sierra Madre (1927). Va considerar que l'episodi mostrava una faceta de Worf que no s'havia vist abans, i que Worf havia demostrat una "voluntat d'anar fins al límit per fer el que creu que cal fer". Ho va comparar amb la ira que bullia sota la superfície de Bruce Banner a la pel·lícula de 2012 The Avengers. Keith DeCandido de Tor.com va tornar a veure l'episodi el 2014 i li va donar un 8 sobre 10, i el va qualificar de "una història forta que entén el poder de, bé, històries fortes, de mite, de llegenda, i també del poder amb què imbueixen els objectes, i com aquest poder pot corrompre".
El 2015, Geek.com va qualificar l'escena on Worf sosté l'artefacte de Kahless com un dels 35 millors moments de Star Trek. El 2017, The Daily Dot va recomanar això com un episodi de temàtica alienígena klíngon de Star Trek per preparar-se per a Star Trek: Discovery.

## Llançament en mitjans domèstics
El primer llançament de "The Sword of Kahless" va ser com a casset VHS juntament amb "Our Man Bashir" al Regne Unit el 13 de juny de 1996, seguit als Estats Units i Canadà per un llançament d'un sol episodi el 3 d'octubre de 2000.Més tard es va publicar en DVD com a part de la caixa de la quarta temporada el 5 d'agost de 2003.